# Maroglio
Il Maroglio è un fiume della Sicilia. 

## Percorso
Nasce sul monte San Nicola (m 451 s.l.m.), in territorio di Caltagirone (nell'area sud-ovest del suo territorio), ed è un affluente di sinistra del Gela dove si getta in prossimità della città omonima dopo un percorso di 26 km, nelle province di Caltanissetta e di Catania.